# Sherlock Holmes (serie de televisión de 1984)
Las aventuras de Sherlock Holmes es el nombre de la serie de televisión basada en las adaptaciones de algunos de los casos del detective Sherlock Holmes creado por Arthur Conan Doyle y producida por Granada Television entre 1984 y 1994. Solamente las dos primeras temporadas llevan el título de Las aventuras de Sherlock Holmes mientras que las temporadas posteriores llevan títulos de las otras colecciones de relatos de Arthur Conan Doyle. La serie fue emitida en el Reino Unido en la cadena ITV y está protagonizada por Jeremy Brett como el famoso detective. Su caracterización del personaje alcanzó altas cotas de popularidad y es considerado por muchos como la versión definitiva de Sherlock Holmes.
Además, a diferencia de adaptaciones anteriores, el fiel amigo y compañero de Holmes, el doctor Watson, es retratado como una persona competente, inteligente y bondadosa a la altura de lo que Holmes requiere en un compañero. Inicialmente, el doctor Watson fue interpretado por el actor David Burke en las primeras dos temporadas antes de abandonar la serie para unirse a la Royal Shakespeare Company. A recomendación de David Burke, el papel fue tomado por Edward Hardwicke, quien interpretó al doctor Watson hasta el final de la serie.
De las 60 historias protagonizadas por Holmes escritas por Arthur Conan Doyle, 42 de ellas fueron adaptadas para la serie, divididas en 36 episodios de 50 minutos de duración y 5 especiales de dos horas (en uno de los especiales, los elementos de dos historias fueron combinados).
En España la serie fue emitida en algunas cadenas como ETB 2 en castellano, también fue emitida en TV3 en catalán y años después la serie fue distribuida en DVD por toda España.

## Historial
La serie fue producida inicialmente por Michael Cox y en episodios ulteriores pasaría a ocupar su lugar June Wyndham Davies. Fue desarrollada para televisión por el guionista John Hawkesworth, quien también escribió muchos de los episodios, todos basados en las historias de Conan Doyle. Otros guionistas que contribuyeron con su trabajo fueron Alexander Baron, Jeremy Paul, T.R. Bowen y Alan Plater. Una réplica a escala de Baker Street fue construida en los estudios de Granada en Quay Street, Manchester, que más tarde formó parte central de la atracción turística Granada Studios Tour hasta su cierre definitivo en 1999.
Además de Brett, Burke y Hardwicke, otros miembros habituales del reparto incluyen a Rosalie Williams como Mrs. Hudson y a Colin Jeavons como el inspector Lestrade de Scotland Yard. En varios episodios aparecen también Charles Gray interpretando a Mycroft Holmes, el hermano de Holmes y Eric Porter como el profesor Moriarty.
La serie llegó a su fin debido a la muerte de Jeremy Brett a los 61 años por a un fallo cardíaco, en 1995. De cualquier forma, en esa época ya era sabido que Brett había decidido no interpretar más a Holmes, quien estuvo gravemente enfermo durante los últimos capítulos de la serie Las memorias de Sherlock Holmes, llegando incluso a desmayarse durante el rodaje de uno de los episodios.
La serie es considerada hasta hoy en día la adaptación más fiel de los casos de Sherlock Holmes, aunque, en algunas ocasiones se tomaron algunas libertades y se hicieron algunos cambios en cuanto a la trama y los personajes para su mejor adaptación a la televisión, especialmente en la última temporada de la serie en los años noventa (por ejemplo en La piedra de mazarino, filmado en 1994, que combina elementos de dos casos diferentes de las historias de Conan Doyle). Uno de los cambios más notables fue que Holmes abandonó el hábito de consumir cocaína, ocurrido en el episodio El pie del diablo, cuando se descubrió que gran parte de la audiencia estaba conformada por niños y adolescentes, este cambio se realizó con la aprobación de la hija de Conan Doyle. No obstante, la serie ha sido elogiada por la interpretación de Jeremy Brett, así como por la caracterización del Doctor Watson apegada al concepto original de Conan Doyle, por sus altos valores de producción y su gran atención a los detalles de la época.

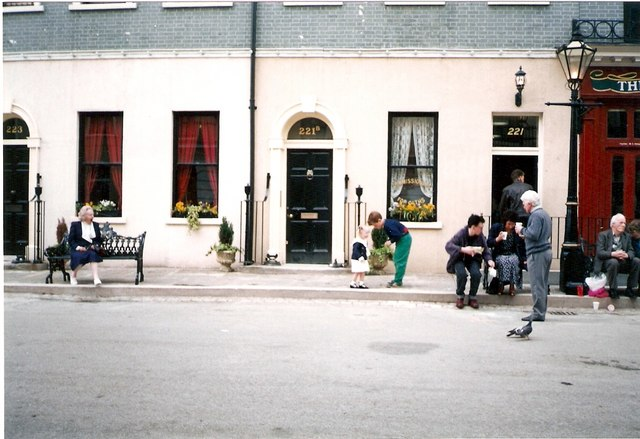
El set de Baker Street en los estudios de Granada.

## Reparto
- Jeremy Brett como Sherlock Holmes (1984-1994).
- David Burke como Dr. John H. Watson (1984-1985).
- Edward Hardwicke como Dr. John H. Watson (1986-1994).
- Rosalie Williams como Sra. Hudson (1984-1994).
- Colin Jeavons como Inspector Lestrade (1984-1992).
- Eric Porter como Profesor Moriarty (1985-1986).
- Charles Gray como Mycroft Holmes (1985, 1988, 1994).